# Maybe Memories
Maybe Memories – album amerykańskiej grupy The Used zawierający piosenki z ich debiutanckiej płyty oraz DVD z teledyskami. Maybe Memories została wydana 8 lipca 2003. Na płycie DVD znajduje się także biografia członków The Used, pamiętnik zespołu oraz fragmenty przedstawiające powstawanie teledysków.

## Lista utworów
1. "Maybe Memories" – 3:11 (wersja live)
2. "A Box Full of Sharp Objects" – 2:56 (wersja live)
3. "On My Own" – 2:26 (wersja live)
4. "Say Days Ago" – 5:40 (wersja live)
5. "Just a Little" – 2:28 (niewydany utwór z The Used)
6. "It Could Be A Good Excuse" – 2:51 (wersja demo)
7. "Zero Mechanism" – 2:36 (wersja demo)
8. "Bulimic" – 3:23 (wersja demo)
9. "Alone This Holiday" – 2:57
10. "Sometimes I Just Go For It" – 4:45

## DVD
- teledyski:

1. "A Box Full of Sharp Objects"
2. "The Taste of Ink"
3. "Buried Myself Alive"
4. "Blue and Yellow"

- dokument nt. Maybe Memories
- tworzenie "Buried Myself Alive" i "The Taste of Ink"
- nagranie na żywo z showu Henry Fonda Music Box Theater z 21 marca 2003
- biografie artystów w formie wideo
- ukryty easter egg - amatorskie nagranie Brandena, Jepha and Quinna wykonujących pościg na deskorolkach

## Twórcy
- Bert McCracken – śpiew
- Branden Steineckert – perkusja, śpiew
- Quinn Allman – gitary, śpiew
- Jeph Howard – gitara basowa, śpiew